# Budynek Izby Rzemieślniczej w Poznaniu

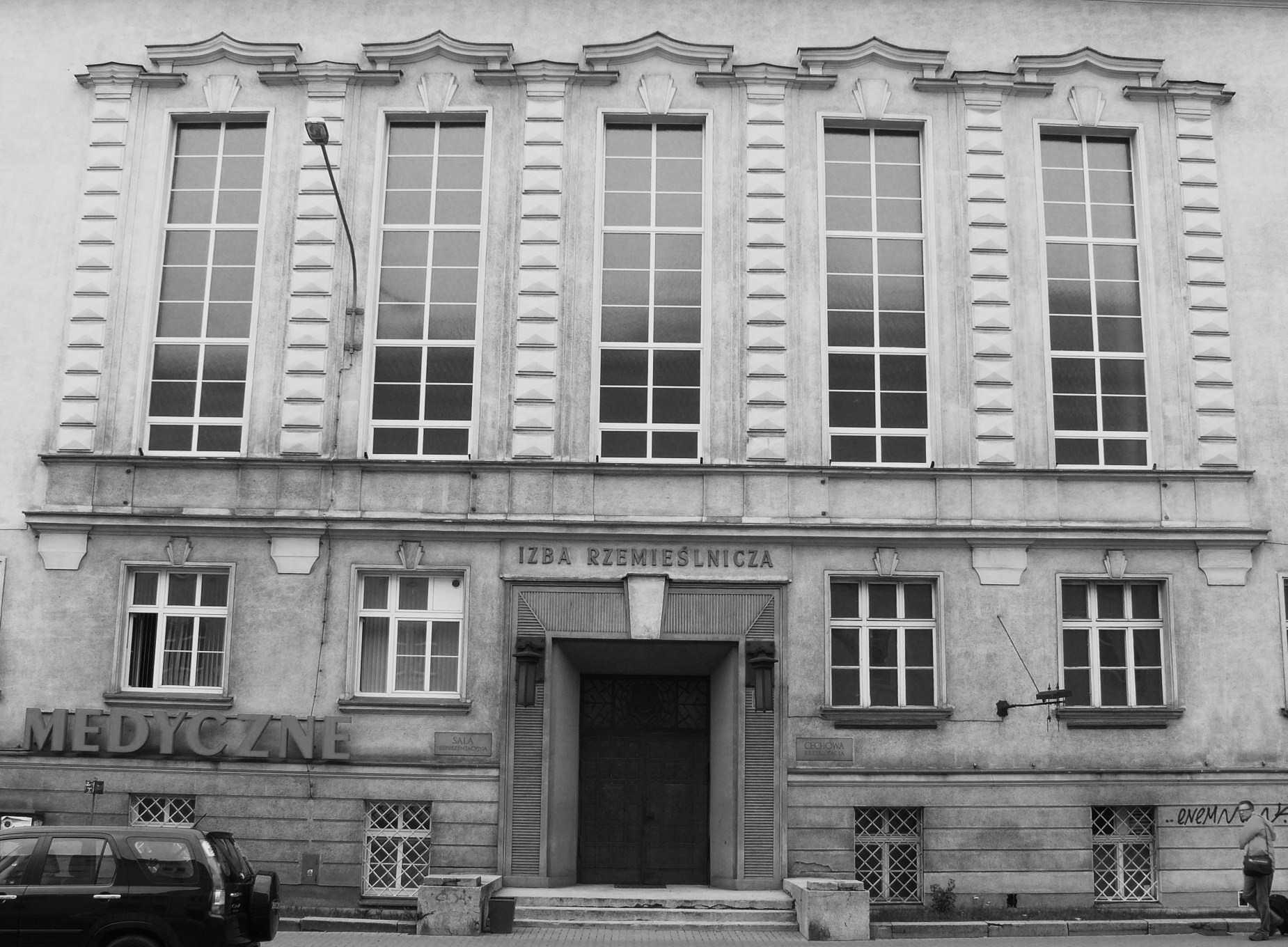
Fasada od strony ul. Niezłomnych

Budynek Izby Rzemieślniczej w Poznaniu – budynek organizacji cechowych, zlokalizowany w Poznaniu przy al. Niepodległości 2, w bezpośrednim sąsiedztwie Collegium Novum, Domu Żołnierza i Starego Browaru.

## Historia
Obiekt wzniesiony w latach 1927–1929 według projektu Piotra Wiczyńskiego i Leonarda Mędelskiego. Częściowo przebudowany w stylu nazistowskim i z zachowaniem tych przebudów zrekonstruowany po II wojnie światowej przez Mariana Andrzejewskiego (1948–1952). Projekt konkursowy zakładał budowę dwóch szkół rzemieślniczych w sąsiedztwie, ale do realizacji tej części nigdy nie doszło. Projekt wygrali warszawscy architekci: Jadwiga Dobrzyńska i Zygmunt Łoboda.
Od 1935 obiekt gościł także Gimnazjum im. Królowej Jadwigi, a w czasach II wojny światowej Wydział Opieki Społecznej NSDAP. Obecnie, oprócz funkcji cechowych, jest w dużej części podnajmowany na warunkach komercyjnych.
19 maja 1985 w gmachu wybuchł pożar gaszony przez dziesięć jednostek straży pożarnej. Spaliło się wyposażenie sali reprezentacyjnej wraz z instrumentami muzycznymi. Straty oceniono na około 300.000 ówczesnych złotych.

## Architektura
Według Szymona Piotra Kubiaka monumentalny gmach łączy w sobie tendencje serliańskie z polskimi tradycjami art déco.

## Tablica pamiątkowa
Od strony ul. Niezłomnych na elewacji wisi tablica pamiątkowa o treści: Pamięci rzemieślników wielkopolskich, ofiar walki za wolność i Ojczyznę, 1918, 1919, 1939, 1945, w 50-tą rocznicę Izby Rzemieślniczej / maj, Poznań, 1969. Tablicę zdobią stylizowane: herb Poznania i Wielkopolski.